# The Prime of Miss Jean Brodie
The Prime of Miss Jean Brodie é um filme américo-britânico de 1969 dirigido por Ronald Neame, baseado em peça de teatro de Muriel Spark.

## Sinopse
Numa escola em Edimburgo, na década de 1930, professora manifesta idéias fascistas e escandaliza a todos.

## Elenco principal
- Maggie Smith .... Jean Brodie
- Robert Stephens .... Teddy Lloyd
- Pamela Franklin .... Sandy
- Gordon Jackson .... Gordon Lowther
- Celia Johnson .... Miss Mackay
- Diane Grayson .... Jenny
- Jane Carr .... Mary McGregor
- Shirley Steedman .... Monica
- Lavinia Lang .... Emily Carstairs
- Antoinette Biggerstaff .... Helen McPhee
- Margo Cunningham .... Miss Campbell
- Isla Cameron .... Miss McKenzie
- Rona Anderson .... Miss Lockhart
- Ann Way .... Miss Gaunt
- Molly Weir .... Miss Allison Kerr

## Prêmios e indicações
Oscar (1970)
- Vencedor

Oscar de melhor atriz (Maggie Smith)
- Indicado:

Oscar de melhor canção original (Rod McKuen)
BAFTA (1970)
- Vencedor

Melhor atriz (Maggie Smith)
Melhor atriz coadjuvante (Celia Johnson)
- Indicado

Melhor atriz coadjuvante (Pamela Franklin)
Festival de Cannes (1970)
- Indicado à Palma de Ouro

Prêmios Globo de Ouro (1970)
- Vencedor na categoria melhor canção original (Rod McKuen)
- Indicado nas categorias

Melhor atriz (Maggie Smith)
Melhor filme dramático